# Kairo (guvernement)

Guvernementets flagga

Lägeskarta

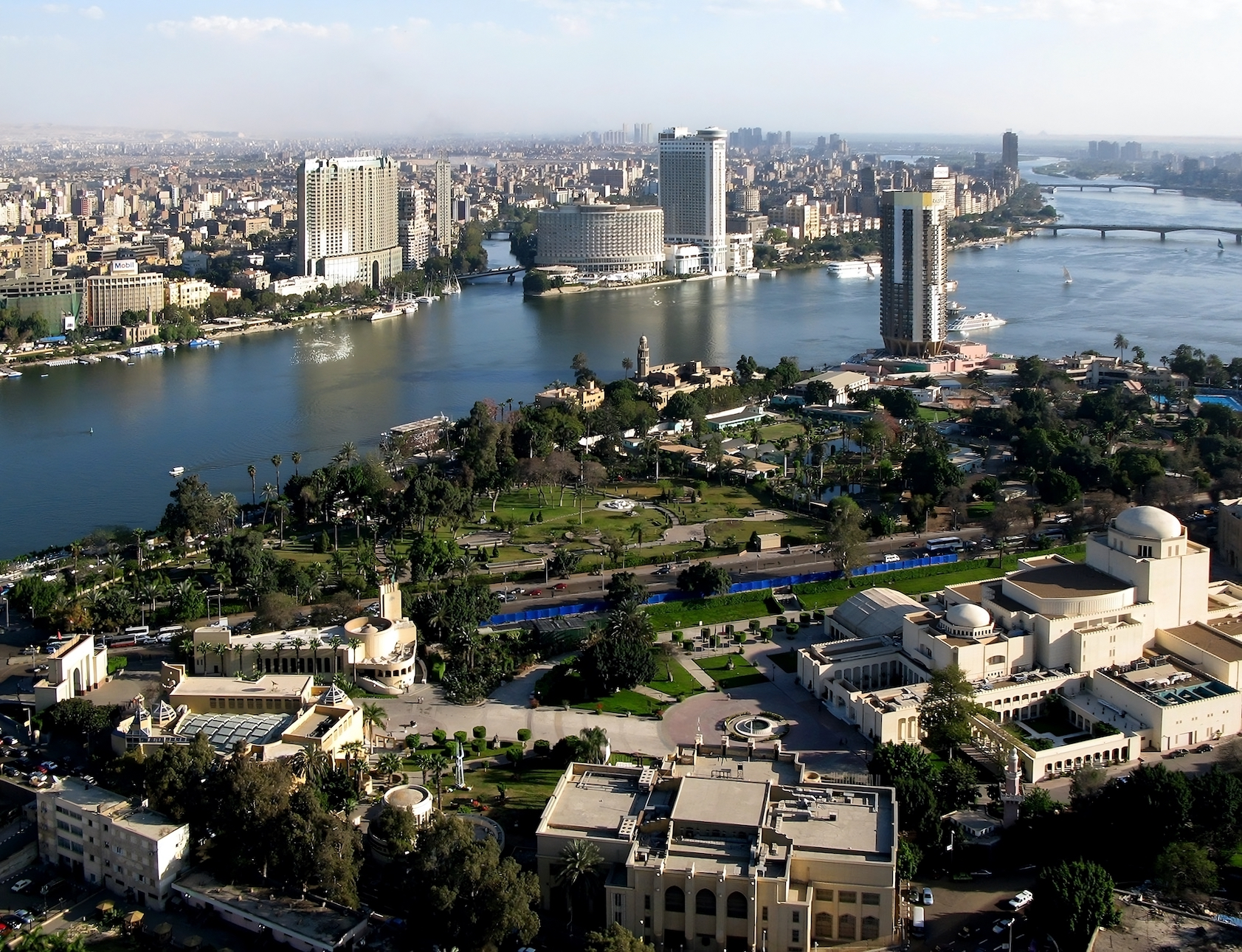
centrala Kairo

Guvernementet Kairo (arabiska: محافظة القاهرة, Muhafazat al-Qahira) är ett av Egyptens 27 muhāfazāt (guvernement). Guvernementet ligger nära Arabiska öknen i landets nordöstra del.

## Geografi
Guvernementet har en yta på cirka 3 085 km² med cirka 9,7 miljoner invånare (uppskattad). Befolkningstätheten är 3 150 invånare/km².
Kairotornet som öppnades 11 april 1961 som första roterande restaurang i Afrika ligger i centrala Kairo.

## Förvaltning
Guvernementets ISO 3166-2 kod är EG-C och huvudort är Kairo. Guvernementet är ytterligare underdelad i 46 kism (distrikt). Åren 2008-2011 var guvernementet delad i 2 områden (Guvernementet Helwan och guvernementet Kairo).
Kairo är samtidigt huvudstad för hela Egypten och räknas som Afrikas näst största stad efter Lagos i Nigeria.